# Phyllomacromia maesi
Phyllomacromia maesi là loài chuồn chuồn trong họ Macromiidae. Loài này được Schouteden mô tả khoa học đầu tiên năm 1917.